# Грушківка (Черкаський район)
Гру́шківка — село в Україні, у Черкаському районі Черкаської області, підпорядковане Кам'янській міській громаді. Розташоване за 11 км на північний схід від центру громади та за 13 км від залізничної станції Кам'янка. Населення 711 чоловік (на 2024 рік).

## Історія
Село засновано на початку XVII століття, ймовірно, кріпаками-втікачами та чумаками, які селилися на берегах річки Косарки. Є припущення, що назва села носить ім'я генерального писаря Війська Запорозького Івана Груші (Грушки) — ймовірного предка Михайла Грушевського.
До Визвольної війни українського народу середини XVII століття ці землі належали шляхтичам Житкевичам. З 1649 року. власником став Богдан Хмельницький. Після Андрусівської угоди 1667 року землі відійшли колишнім власникам. З 1740 року Грушківка входила до Кам'янського ключа Смілянського староства і до 1785 року належала магнатам Любомирським.
Фаворит цариці Катерини II граф Г. Потьомкін придбав містечко Смілу з околицями і Кам'янку з навколишніми населеними пунктами і подарував своїй племінниці Катерині Миколаївні Самойловій, яка вийшла вдруге заміж за Л. Д. Давидова. Поміщики Давидови продали Грушківку графу О. О. Бобринському в 1845 році.
Економічне пожвавлення в селі настає з моменту побудови Фастівської залізниці (1875—1876 роки.), що дало змогу включитися в загальноросійський ринок. Основним товаром були цукор та ліс.
На кінець XIX століття село разом з іншими населеними пунктами входило до Кам'янської волості Чигиринського повіту.
У 1903 році збудовано і освячено дерев'яну Свято-Успенську Церкву Пресвятої Богородиці, яка діє й нині.
10—15 червня 1905 року в селі відбувся страйк робітників цукрового заводу, який було придушено.
19 — 20 лютого 1920 року у Грушівці під час Зимового походу зупинився на ночівлю Кінний полк Чорних Запорожців Армії УНР.
Населення Грушівки було дуже національно налаштоване, і в 1921 році на околиці села повстанці Холодноярської організації розгромили спеціальний відділ Петроградського ВЧК. Незважаючи на супротив населення, радянська влада на території села остаточно встановилася у 1922 році.
Страшним лихоліттям прокотився по Грушківці Голодомор. Більше двохсот її мешканців померло.
В роки радянсько-німецької війни в селі діяв радянський партизанський загін П. А. Дубового. 363 жителя села воювали на фронтах, 256 з них загинули, 47 нагороджені бойовими орденами і медалями. У бою за відвоювання села загинуло 145 радянських воїнів.
Станом на 1972 рік в селі мешкало 2450 жителів, працював колгосп «Шлях до комунізму», за яким було закріплено 3,4 тисячі га сільськогосподарських угідь, у тому числі 2,1 тисяча га орної землі. Основними напрямами господарства були вирощування зернових культур і цукрових буряків, було розвинуте м'ясо-молочне тваринництво. На той час в селі працювали середня школа, клуб із залом на 200 місць, бібліотека з фондом 6 тисяч книг, дитячі ясла, 2 медпункти, пологовий будинок і дитячий санаторій.
У 1975 році відкрито середню школу, а у 2003 році — на її базі дитсадок «Рукавичка».
Неподалік села досліджено кургани доби бронзи та ранньоскіфських часів.

## Населення

### Мова
Розподіл населення за рідною мовою за даними перепису 2001 року:
| Мова            | Кількість | Відсоток |
| --------------- | --------- | -------- |
| українська      | 1171      | 95.83%   |
| російська       | 49        | 4.01%    |
| циганська       | 1         | 0.08%    |
| інші/не вказали | 1         | 0.08%    |
| Усього          | 1222      | 100%     |

## Люди
В селі народилися:
- Конякін Олександр Федорович — Герой Радянського Союзу.
- Кулинич Іван Маркович — український історик.
- Юрченко Василь Петрович — семикратний чемпіон світу, двократний Олімпійський чемпіон з веслування на байдарках і каное.

Знатні люди села:
- учасник радянсько-німецької війни, генерал-майор М. Ю. Клименко;
- в роки війни комісар 608-го стрілецького полку, кавалер ордена Бойового Червоного Прапора (нагороджений посмертно) Г. А. Глигало.

### Ресурси інтернету
- who-is-who.com.ua [Архівовано 1 листопада 2020 у Wayback Machine.]
- Hruszkówka // Słownik geograficzny Królestwa Polskiego. — Warszawa : Druk «Wieku», 1882. — Т. III. — S. 189. (пол.)
- Hruszkówka // Słownik geograficzny Królestwa Polskiego. — Warszawa : Druk «Wieku», 1900. — Т. XV, cz. 1. — S. 591. (пол.)
- Джулай, Дмитро. Живі образи українського села: віднайдено унікальний фотоархів Івана Литвина [Архівовано 12 грудня 2020 у Wayback Machine.] // Радіо "Свобода", 12 грудня 2020